# 배영빈
배영빈(2000년 6월 26일 ~ )은 전 KBO 리그 롯데 자이언츠의 내야수이다.

## 롯데 자이언츠시절
2023년에 입단하였다. 2023년 8월 20일 키움 히어로즈와의 경기에 출전하며 데뷔 첫 경기를 치렀고, 경기에서 4타수 3안타를 기록했다. 2023년 11월에 방출됐다.

## 논란
- 2023년 10월 말경 지인들과 술을 마셨고, 새벽 1시경에 대리 운전을 불렀는데 대리기사가 골목 안으로 찾아 들어오기 힘들 것으로 생각하고, 대로변으로 차를 빼놓기 위해 300m를 운전했다. 이후 차를 세워놓는 과정에서 경찰의 음주 단속에 적발됐는데 해당 사실을 구단에 보고하지 않아 퇴단 조치됐다.